# Shank (videogioco)
Shank è un videogioco d'azione picchiaduro a scorrimento bidimensionale sviluppato da Klei Entertainment e pubblicato da Electronic Arts nel 2010. È uscito il 24 agosto per la PlayStation 3, il 25 agosto per la Xbox 360, e il 26 ottobre per Microsoft Windows. Il 13 dicembre 2011 è uscito anche per Linux e Macintosh come parte della raccolta Humble Indie Bundle 4.
Il gioco ha come caratteristiche un gameplay acrobatico e un combattimento misto tra corpo a corpo e con armi da fuoco. La trama del gioco è scritta da Marianne Krawczyk, la stessa co-scrittrice della serie God of War, ed è divisa in due campagne: una in giocatore singolo che ha per protagonista Shank, un ex-scagnozzo, in cerca di vendetta, e una cooperativa per due giocatori che funge da prequel per la prima.
Shank ha avuto un'accoglienza abbastanza positiva, in quanto il suo miglior punto di forza è stato lo stile artistico sia del gameplay che delle cutscenes, ma è stato criticato per il design impari dei livelli e un gameplay spesso ripetitivo. Ha comunque avuto un successo commerciale, in quanto ha venduto decine di migliaia di copie ed è rimasto nella top 20 nella classifica dei giochi di Xbox Live Arcade nel mese di settembre 2010. Ne è anche seguito un sequel chiamato Shank 2, uscito il 2012 e sviluppato anch'esso da Klei Entertainment.

## Modalità di gioco
Il gioco è un beat 'em up a scorrimento in stile fumetto dove il giocatore controlla Shank, un ex-scagnozzo. Il giocatore può attaccare con tre tipi di armi: un paio di coltelli, delle armi pesanti da mischia (si comincia con una motosega, ma è anche possibile ottenere una katana) e un'arma da fuoco (inizialmente un paio di pistole, poi un fucile a pompa). Ad ogni arma è assegnato un tasto del controller, ed è possibile combinare gli attacchi per eseguire varie combo. Il giocatore può anche usare delle granate (all'inizio di ogni livello ne possiede tre, e può accumularne fino a 5), che provocano gravi danni agli avversari. È anche possibile prendere delle armi ad uso temporaneo da nemici uccisi, tra cui mitragliatrici, fucili e granate.
Oltre alle armi, Shank può anche eseguire attacchi a presa, lanciare nemici e perfino eseguire degli assalti, grazie ai quali può saltare in aria e atterrare su un nemico vicino. È anche possibile eseguire delle abilità acrobatiche, come oscillare da lampioni o altre strutture alte e correre lungo la parte anteriore di grosse superfici come cartelloni pubblicitari. I nemici presenti sullo schermo presentano ognuno anche una barra della salute visualizzata sull'interfaccia del giocatore, in modo simile a Final Fight.
Come detto prima, Shank possiede una campagna in giocatore singolo e una in multigiocatore cooperativa locale che funge da prequel e permette al secondo giocatore di impersonare Falcone, compagno di Shank. In questa modalità, ai giocatori è spesso richiesto un lavoro di squadra per superare i livelli e generalmente sconfiggere i boss di fine livello, e per questo motivo essi possono combinare il loro repertorio di mosse per degli attacchi speciali eseguibili dai personaggi. È anche possibile resuscitare un compagno caduto dovesse esso morire in combattimento.

## Campagne

### Campagna multiplayer
La campagna cooperativa inizia con Shank e Falcone dirigersi verso lo strip club di Cassandra; il luogo viene però invaso da una banda di bikers, i cui leader rapiscono Cassandra non appena i due arrivano. I due protagonisti li inseguono e uccidono uno dei due capi, lasciando l'altro in mano a Cassandra per vendetta. Il duo si dirige poi in un incontro di wrestling diretto dal loro stesso boss, Cesar. Nell'incontro, Butcher doveva perdere come da accordo, ma decide invece di sconfiggere l'avversario, e Shank e Falcone ricevono di conseguenza l'ordine di dargli una lezione. In seguito, Cesar li telefona e gli chiede di andare a ostacolare un sacerdote, Padre Gomez, e i membri della sua congregazione. Riescono a rapire il sacerdote e a portarlo da Cesar, con il di lui cugino Angelo al suo fianco. Angelo spara in faccia al sacerdote, di fronte a un sorpreso Shank, poi indossa gli abiti del sacerdote e prende il suo posto per non destare sospetti.
In seguito, Falcone chiama Shank per riferirgli di un colpo grosso: il sindaco deputato è in città, e deve essere eliminato perché la banda di Cesar possa prendere il controllo della città. Shank e Falcone uccidono le guardie del corpo del deputato, e stanno per uccidere anche lui, quando improvvisamente Eva, l'amante di Shank, viene presa in ostaggio; questo riempie Shank di dubbi, lasciando Rudy, l'assistente personale di Cesar, ad uccidere il sindaco, per poi minacciare di uccidere anche Eva in quanto considerata un ostacolo. Shank si butta subito a proteggerla e uccide Rudy, e poi scappa con Eva il più lontano possibile, nonostante Falcone cerchi di fermare l'amico. La campagna finisce con Butcher, Cassandra e Angelo che si dirigono verso la casa di Shank ed Eva, con la voce in sottofondo di Cesar che li ordina di ucciderli entrambi.

### Campagna giocatore singolo
La campagna a giocatore singolo inizia con Shank che entra in un bar, meditando vendetta per l'assassinio di Eva, la sua amante. Il suo primo bersaglio è Butcher, il quale, stando al barista, è ancora attivo nel campo del wrestling. Mentre se ne va, il barista chiama Cesar, il suo capo, per dirgli che Shank è tornato. Mentre Shank si dirige verso lo stadio da wrestling, iniziano dei flashback con Butcher che rapì Eva. Shank arriva allo stadio e affronta e uccide Butcher, ma capisce in seguito di aver ucciso un impersonatore che ha un tatuaggio diverso da quello di Butcher, e scopre che il vero Butcher si trova in un'altra città.
Dopo una violenta corsa sul treno, Shank raggiunge il covo di Butcher, una macelleria, dove Butcher svela di aver ucciso Eva, e lo deride dicendogli di aver goduto ogni secondo con lei. Shank sfida e uccide Butcher strozzandolo con le sue catene. Si avvia poi verso il Club Stardust, uno stip club gestito da Cassandra. Shank la incontra, e parte un altro flashback dove Shank riuscì a impedire la stessa Cassandra di uccidere Eva con la sua katana, e le sfregiò in volto procurandole così una vistosa cicatrice. Shank uccide Cassandra e fugge dal club, e in un bar nelle vicinanze incontra uno sgherro della banda Venom di nome Mello, da cui Shank estorce delle informazioni. Parte così un terzo flashback in cui, quando Cesar, stizzito della sua fuga durante la missione di uccidere il sindaco deputato (avvenuta durante la campagna cooperativa), gli ordinò di uccidere Eva come prova di lealtà. Shank rifiutò, e Cesar ordinò ai suoi uomini di rintracciarlo e uccidere sia lui che Eva.
Dopo un combattimento con una "bestia", Shank mozza un braccio a Mello, e gli ordina di dire ad Angelo che lui sta venendo. Shank segue così la scia di sangue lasciata dallo sgherro, scia che lo porta ad una chiesa. Parte un quarto flashback, durante il quale Angelo diede fuoco alla casa di Shank con lui ed Eva dentro, lasciandoli a morire. Shank raggiunge Angelo, il quale lo sfida combattendo con un lanciarazzi. Durante il combattimento, Angelo spara per errore un razzo che provoca un'esplosione, facendo cadere una campana su Shank, che rimane privo di sensi. Shank si risveglio legato ad una sedia elettrica, e a faccia a faccia con Cesar. Questi ordina di finirlo e se ne va, ma Shank si libera, lega Angelo ad una sedia e lo fa fuori elettrificandolo.
Shank insegue Cesar nella sua villa, e dopo aver eliminato Toro, un'altra sua guardia del corpo, lo raggiunge nella sua stanza. Durante la battaglia, partono gli ultimi flashback: Shank era combattuto nell'obbedire all'ordine di Cesar di uccidere Eva, ma questa gli svelò che portava suo figlio in grembo, appena prima che arrivassero i tre scagnozzi di Cesar. Shank spiega che Cesar gli aveva sempre insegnato l'importanza della famiglia, e così aveva deciso di non ucciderla, in quanto anche lei, ovviamente, faceva parte della propria famiglia. Cesar gli risponde che se l'avesse saputo prima le cose sarebbero andate diversamente. Il combattimento è duro, ma Shank, nonostante le gravi ferite che Cesar gli infligge, riesce a uccidere il suo ex-capo. Il gioco termina con Shank che cammina verso il tramonto, la sua vendetta compiuta.

## Sviluppo e marketing
Lo sviluppo del gioco è iniziato già a gennaio 2009, ma il suo annuncio pubblico avvenne solo a settembre dello stesso anno durante il Penny Arcade Expo. Il 4 marzo, la Klei Entertainment firmò un accordo con l'Electronic Arts per finalizzare le piattaforme su cui sarebbe uscito il gioco.
Il 5 agosto 2010, la Klei Entertainment annunciò che la colonna sonora originale sarebbe stata resa scaricabile gratuitamente sul sito ufficiale se la loro comunità su Facebook avesse raggiunto 1500 membri. L'obiettivo fu raggiunto in sole tre ore, e la colonna sonora fu in seguito rimasterizzata per uso pubblico, e pubblicata gratuitamente il 23 agosto 2010, esattamente il giorno precedente alla sua uscita per PlayStation 3, avvenuta proprio il 24 agosto. Inoltre, come promozione crossover del gioco, il personaggio della copertina di DeathSpank fu reso come uno dei costumi alternativi di Shank.

## Doppiaggio
- Shank: Marcel Davis
- Eva: Becky Poole
- Falcone: Gavin Cummins
- Cesar: David Frederick White
- Cassandra: Sheila Goold
- Butcher: David Frederick White
- Angelo: Tim Gouran
- Padre Gomez: Steve Lange
- Rudy: David Goldstein
- Mello: Eric Riedmann

## Accoglienza
| Testata                            | Versione | Giudizio |
| ---------------------------------- | -------- | -------- |
| GameRankings (media al 31-01-2020) | PS3      | 75.86%   |
| GameRankings (media al 31-01-2020) | PC       | 76.33%   |
| GameRankings (media al 31-01-2020) | X360     | 75.11%   |
| Metacritic (media al 31-01-2020)   | PS3      | 75/100   |
| Metacritic (media al 31-01-2020)   | PC       | 67/100   |
| Metacritic (media al 31-01-2020)   | X360     | 71/100   |
| 1UP.com                            | Tutte    | A        |
| GameSpot                           | PS3      | 6.5/10   |
| GameTrailers                       | Tutte    | 6.6/10   |
| IGN                                | Tutte    | 7/10     |
| Joystiq                            | Tutte    | [ 23 ]   |

Il gioco ha avuto un'accoglienza positiva o comunque superiore alla media, con voti che intorno al 75.86% (PlayStation 3), 76.33% (PC) e 75.11% (Xbox 360) da GameRankings. Metacritic ha riportato voti simili, che vanno intorno al 75/100 (PS3), 74/100 (PC) e 71/100 (Xbox 360).
Secondo GameTrailers, il gioco è ritenuto "un cartone selvaggio di sabato mattina pieno di sangue, tette e Beretta." La rivista Play Generation lo ha posto come il nono migliore titolo PSN del 2010.